# 张辉 (黄梅戏演员)
张辉（1962年—）中国安徽郎溪人，湖北省黄梅戏大剧院院长、一级演员、享受国务院专家津贴。

## 生平
主演多部黄梅戏电影、电视剧、舞台剧，连续四年参加中央电视台春节联欢晚会并四次获奖，中华人民共和国第十三届全国人民代表大会湖北省代表。2018年2月24日，当选为第十三届全国人大代表。2018年3月11日，在接受美国之音采访被问及公众是否参与讨论过当年宪法修正案时，张辉表示除了多次学习、反复磋商审议外未与公众讨论，宪法修正案是人大常委会的事。